# クライン＝仁科の公式
クライン–仁科の公式（クラインにしなのこうしき、英: Klein–Nishina's formula）は、量子電磁力学の最低次での、束縛を受けていない自由電子による光散乱の散乱断面積を与える関係式である。可視光など低周波数領域ではトムソン散乱となり、X線やガンマ線などの高周波数領域ではコンプトン散乱となる。1929年にスウェーデンの物理学者であるオスカル・クラインと日本の物理学者である仁科芳雄の2氏により導かれた。これはディラック方程式を用いた量子電磁力学による初期の研究成果であり、相対論と量子論の効果を考慮する事で光散乱の精密な関係式が得られたものである。

## 概要
クライン–仁科の公式が導かれる以前にも、電子の発見者でもあるイギリスの物理学者のJ. J. トムソンによって、古典的な力学及び電磁気学であるニュートン力学と古典電磁気学に基づいた散乱断面積の式（トムソンの公式）が導かれていたが、散乱実験の結果はトムソンの公式では説明が不可能な程の大きなずれを有していた。これは、短波長領域では当時まだ知られていなかったコンプトン散乱がトムソン散乱に比して強くなる為であるが、1923年にアメリカの物理学者であるアーサー・コンプトンによってコンプトン効果による波長のずれを求める公式が示され、後にその公式を考慮に入れて散乱断面積を計算した結果、実験の結果と完全に一致する公式となるクライン–仁科の公式が導かれる事となった。
入射光子の波長を λ、散乱光子の波長を λ' とすると、散乱角 θ の方向への微分断面積は
{\displaystyle {\frac {d\sigma }{d\Omega }}=\left({\frac {\alpha }{2\pi }}\right)^{2}{\frac {{\lambda _{\text{e}}}^{2}}{2}}\left({\frac {\lambda }{\lambda '}}\right)^{2}\left[{\frac {\lambda }{\lambda '}}+{\frac {\lambda '}{\lambda }}-\sin ^{2}\theta \right]}
で与えられる。但し、α は微細構造定数、λe は電子のコンプトン波長で、それぞれ真空の誘電率 ε0 と真空中の光速 c や電気素量 e 及び電子の質量 me とプランク定数 h やディラック定数 ħ を用いて
{\displaystyle \alpha ={\frac {e^{2}}{4\pi \varepsilon _{0}\hbar c}},~\lambda _{\text{e}}={\frac {h}{m_{\text{e}}c}}}
と定義される物理定数である。コンプトン効果により、散乱光子の波長は入射光子の波長と散乱角によって決まり
{\displaystyle \lambda '=\lambda +\lambda _{\text{e}}(1-\cos \theta )}
となる。
長波長領域 λ ≫ λe では、光子の波長の比が λ'/λ → 1 となり、微分断面積は
{\displaystyle {\frac {d\sigma }{d\Omega }}=\left({\frac {\alpha }{2\pi }}\right)^{2}{\frac {{\lambda _{\text{e}}}^{2}}{2}}(1+\cos ^{2}\theta )}
となる。また、古典電子半径 re を
{\displaystyle r_{\text{e}}={\frac {\alpha \lambda _{\text{e}}}{2\pi }}}
と定義してクライン–仁科の公式を表せば
{\displaystyle {\frac {d\sigma }{d\Omega }}={\frac {{r_{\text{e}}}^{2}}{2}}(1+\cos ^{2}\theta )}
となってトムソンの公式が得られる。

## 関連文献
- 矢崎裕二「Klein-仁科の公式導出の過程(Ⅰ) -理研の仁科資料を中心に-」『科学史研究』第31巻第182号、日本科学史学会、1992年、81-91頁、doi:10.34336/jhsj.31.182_81。
- 矢崎裕二「Klein-仁科の公式導出の過程(Ⅱ) -理研の仁科資料を中心に-」『科学史研究』第31巻第183号、日本科学史学会、1992年、129-137頁、doi:10.34336/jhsj.31.183_129。